# Karl-Marx-Allee
Karl-Marx-Allee (třída Karla Marxe) je třída v Berlíně, v jeho východní části (tj. bývalém Východním Berlíně). Podobá se ruským prospektům. Nachází se v centru města, spojuje čtvrti Berlin Friedrichshain a Mitte.
Je ukázkou socialistického realismu v německé metropoli. Celková její délka je okolo dvou kilometrů, šířka pak průměrně dosahuje 89 m. Z obou stran Karl-Marx-Allee se nacházejí osmipatrové budovy, ve kterých byly umístěny různé obchody a služby.
Původní název této třídy byl Große Frankfurter Straße, pak mezi lety 1949 a 1961 Stalinallee. Právě na začátku 60. let v souvislosti s odstraňováním kultu osobnosti Josifa Stalina byla třída, stejně jako mnoho míst v tehdejším východním bloku, přejmenováno. Jednalo se o ikonu tzv. socialistické přestavby Německa (tedy její tehdy sovětské zóny). Ulici a její okolí navrhli tehdejší architekti Henselmann, Hartmann, Hopp, Leucht, Paulick a Souradny. Výstavba celé Karl-Marx-Allee s přilehlým okolím začala v roce 1952 a skončila zhruba o osm let později.

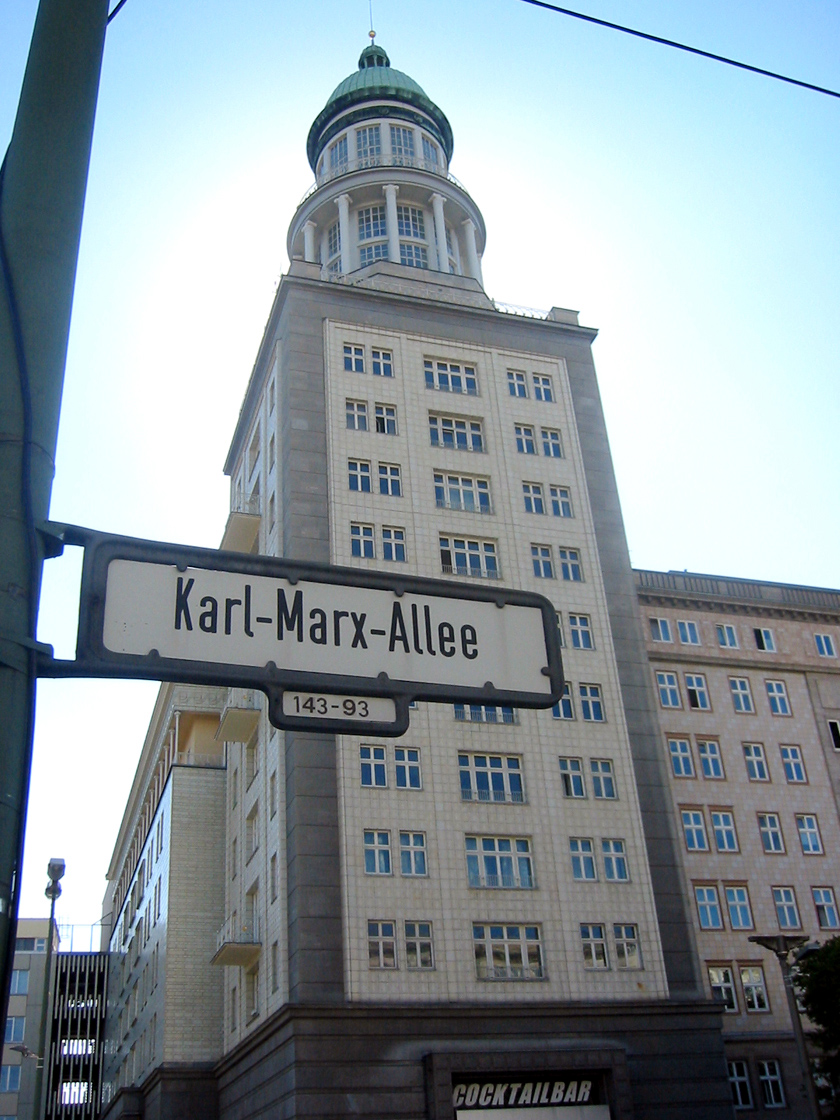

V červnu roku 1953 zde začala stávka, která později přerostla v protest proti komunistické moci v sovětském sektoru Německa; vzbouřili se dělníci, kteří pracovali na přestavbě a obnově města. Nepokoje se odsud rozšířily do celé země, což si vynutilo jejich potlačení silou, tedy východoněmeckými pořádkovými silami a následně i sovětskými vojsky. Během celé akce, která byla velmi brutální, zahynulo zhruba kolem sta lidí (oficiální odhad hovořil o 51[zdroj?], neoficiální až o 260 lidech), mnoho dalších lidí bylo zraněno.
V pozdějších dobách existence NDR se zde konaly prvomájové průvody či vojenské přehlídky, při nichž tehdejší komunistický režim představoval svoji moc a slávu.